# Sonja Zhenikhova
Sonja Zhenikhova (* 21. Mai 2008) ist eine deutsche Tennisspielerin.

## Karriere
Zhenikhova spielt bislang vor allem auf der ITF Junior Tour und der ITF Women’s World Tennis Tour, wo sie bisher einen Titel im Einzel gewinnen konnte. Sie spielt seit ihrem fünften Lebensjahr für den TC Blau-Gold Steglitz Berlin.
Sie ist die jüngste Tochter der russischen Tischtennisspielerin Irina Palina.
2021 und 2022 wurde Zhenikhova deutsche Meisterin der U14. Bei den Nationalen Deutschen Hallen-Tennismeisterschaften 2022 wurde sie Deutsche Vizemeisterin und musste sich im Finale nur Ella Seidel mit 4:6 und 5:7 geschlagen geben.
2023 siegte Zhenikhova im Juni bei den ITF German Juniors in Bamberg. Im November wurde sie deutsche Vizemeisterin der U18 im Einzel und zusammen mit ihrer Partnerin Julia Zhu im Doppel. Bei den Nationalen Deutschen Hallen-Tennismeisterschaften erreichte sie mit einem 6:1- und 6:2-Sieg gegen Lola Giza das Achtelfinale, musste sich dann aber mit 2:6 und 3:6 der späteren Finalistin und Vizemeisterin Stephanie Wagner geschlagen geben.
2024 startete sie bei den French Open, wo sie im Juniorinneneinzel in de ersten Runde mit 5:7 und 3:6 gegen Kaitlyn Rolls verlor. Im Juniorinnendoppel verlor sie an der Seite ihrer Partnerin Elisara Janewa mit 3:6 und 3:6 gegen Joana Konstantinowa und Teodora Kostović. Im Juli in Wimbledon erreichte sie im Juniorinneneinzel das Achtelfinale. Im Juniorinnendoppel schied sie dagegen mit Partnerin Vendula Valdmannová bereits in der ersten Runde gegen Mika Stojsavljevic und Mingge Xu mit 3:6 und 1:6 aus. Im August startete sie bei den Erwitte Open mit einer Wildcard im Hauptfeld und erreichte das Viertelfinale, wo sie sich dann der topgesetzten und späteren Finalistin Julie Štruplová mit 5:7 und 4:6 geschlagen geben musste. Bei den US Open verlor sie im Juniorinneneinzel in der ersten Runde gegen die an Position sechs gesetzte Hannah Klugman mit 3:6 und 2:6. Im Juniorinnendoppel verlor sie an der Seite von Kaitlyn Rolls gegen Kate Fakih und Alanis Hamilton mit 3:6 und 4:6. Ende November trat Zhenikhova zusammen mit ihren U16-Nationalmannschaftskolleginnen Mariella Thamm und Julia Stusek beim U16-Billie-Jean-King-Cup in der Türkei an, wo die Mädels das Halbfinale erreichten.
2025 startete Zhenikhova Mitte Januar bei den Australian Open, wo sie im Juniorinneneinzel mit einem 6:3 und 6:4 Erstrundensieg gegen Claire An die zweite Runde erreichte, dort aber dann gegen Jeline Vandromme mit 1:6 und 5:7 verlor. Im Juniorinnendoppel verlor sie an der Seite von Partnerin Nellie Taraba Wallberg in der ersten Runde gegen die Paarung Mia Pohánková und Jeline Vandromme mit 4:6, 6:4 und [5:10]. Ende Januar wurde Zhenikhova mit weiteren sieben Spielerinnen aus dem DTB-Bundeskader vom Deutschen Tennis Bund (DTB) für die Porsche Nachwuchsteams 2025 nominiert. Im Februar wurde sie Hallen-Verbandsmeisterin des Tennisverbands Berlin-Brandenburg. Im April feierte sie ihren ersten ITF-Turniersieg in Antalya. Ende April steht Zhenikhova auf Platz 52 der ITF-Juniorinnen-Weltrangliste und wird mit einer College-UTR in Einzel und Doppel von über 10.0 bewertet. Im Juniorinnendoppel der French Open gewann sie Anfang Juni an der Seite ihrer Partnerin Eva Bennemann den Titel.

## Turniersiege

### Einzel
| Nr. | Datum          | Turnier | Kategorie | Belag | Finalgegnerin | Ergebnis      |
| --- | -------------- | ------- | --------- | ----- | ------------- | ------------- |
| 1.  | 13. April 2025 | Antalya | ITF W15   | Sand  | Gaia Maduzzi  | 6:1, 4:6, 6:3 |

## Abschneiden bei Grand-Slam-Turnieren

### Juniorinneneinzel
| Turnier         | 2024 | 2025 | Karriere |
| --------------- | ---- | ---- | -------- |
| Australian Open | —    | 2    | 2        |
| French Open     | 1    | 2    | 2        |
| Wimbledon       | AF   | 1    | AF       |
| US Open         | 1    |      | 1        |

Zeichenerklärung: S = Turniersieg; F, HF, VF, AF = Einzug ins Finale / Halbfinale / Viertelfinale / Achtelfinale; 1, 2, 3 = Ausscheiden in der 1. / 2. / 3. Hauptrunde; nicht ausgetragen

### Juniorinnendoppel
| Turnier         | 2024 | 2025 | Karriere |
| --------------- | ---- | ---- | -------- |
| Australian Open | —    | 1    | 1        |
| French Open     | 1    | S    | S        |
| Wimbledon       | 1    | 1    | 1        |
| US Open         | 1    |      | 1        |